# تشارواماق الجنوبية الغربية الريفية
تشارواماق الجنوبية الغربية الريفية (بالفارسية: دهستان چاراویماق جنوب غربی) هي منطقة سكنية تقع في قسم في إيران. يقدر عدد سكانها بـ 4,358 نسمة .